# President Airlines
President Airlines foi uma companhia aérea que iniciou em 1997 e encerrou em 2007 com sua sede em Phnom Penh, Camboja.